# 솜모어
솜모어(Sommore, 1966년 5월 15일 ~ )는 미국의 배우, 영화배우이다.
트렌턴에서 태어났다.

## 영화
- 더티 런드리 (2006년)
- 소울 플레인 (2004년)
- 프라이데이 3 - 프라이데이 애프터 넥스트 (2002년)